# 歓遊舎ひこさん駅
歓遊舎ひこさん駅（かんゆうしゃひこさんえき）は、福岡県田川郡添田町大字野田にある、JR九州バスが運行を行っている日田彦山線BRT（BRTひこぼしライン）のバス停留所である。
九州旅客鉄道（JR九州）日田彦山線の鉄道駅でもあるが、2017年（平成29年）に発生した九州北部豪雨の影響により、鉄道駅は休止中の扱いである。
添田町の地域自立促進プロジェクトの一環として設置された、道の駅歓遊舎ひこさんの最寄駅である。

## 歴史
- 2007年（平成19年）10月：新駅建設工事着手。
- 2008年（平成20年）3月15日：開業[1]。
- 2017年（平成29年）7月5日：平成29年7月九州北部豪雨の影響により鉄道路線ごと休止。代行バスは、道の駅構内の停留所から発着した。
- 2023年（令和5年）8月28日：日田彦山線BRTが開業。道の駅構内の停留所から発着する。

## 駅構造
当駅前後は一般道走行区間であり、代行バスの運行開始当初から、道の駅の県道52号沿い入口付近の構内停留所において発着している。
鉄道駅は単式ホーム1面1線を有する地上駅で無人駅であり、道の駅歓遊舎ひこさんに隣接する西側の直近にプラットホームがあった。
鉄道休止後は、鉄道駅付属設備は撤去され、プラットホームおよび周辺の鉄道敷線路は、道の駅に隣接して建設されている、体験型レジャー施設「フォレストアドベンチャー・添田」の受付棟入り口およびパークに向かう遊歩道として再利用されている。
BRTの発車案内表示器は、乗降場付近にある道の駅入口の内側に設置されている。

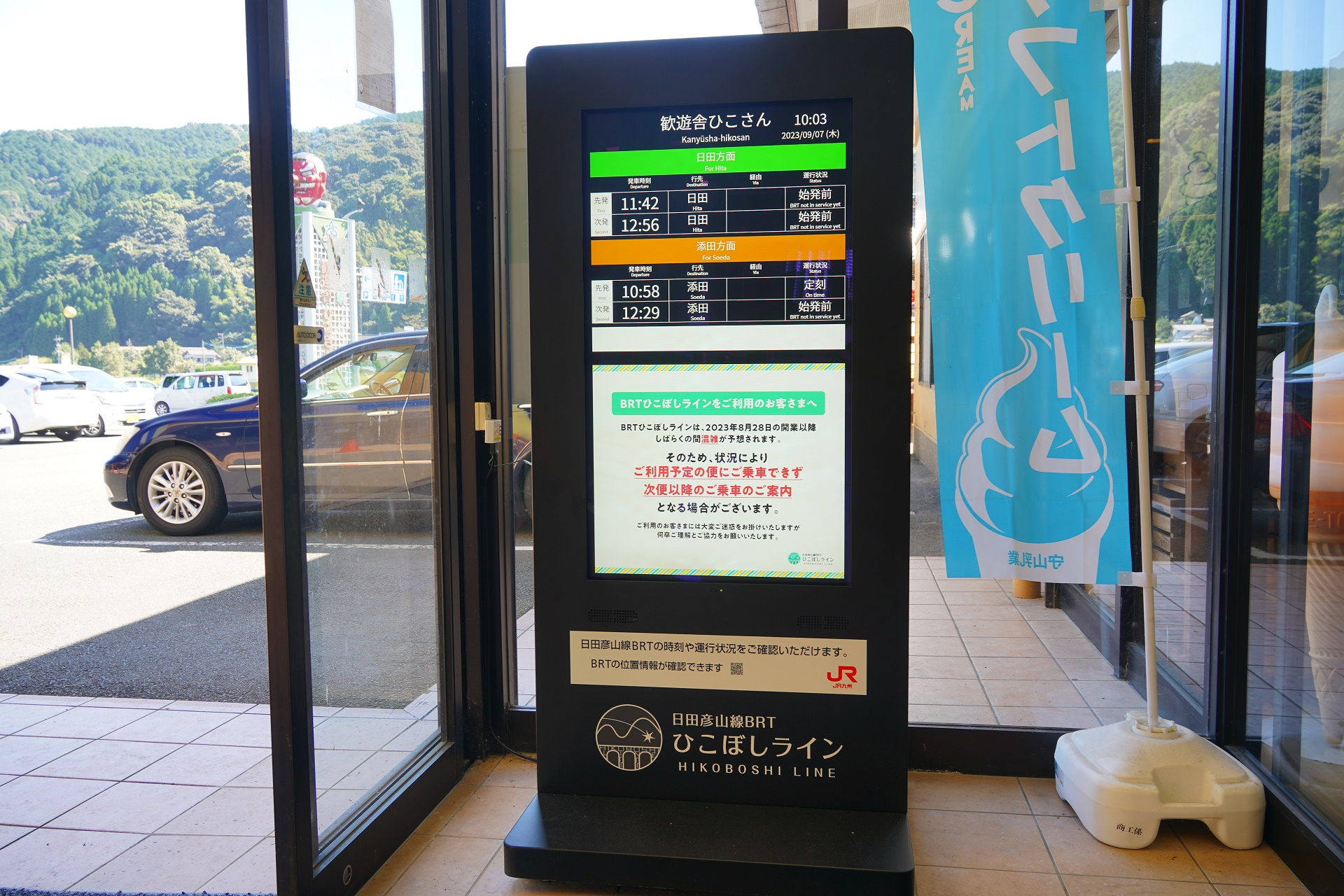
BRTの発車案内表示器（2023年9月）

## 駅周辺
代行バス発着所およびBRT停留所と同じ位置に添田町バスが発着していたが、日田彦山線BRTの開業と共に、添田町役場・添田駅付近から本停留所を経由して彦山駅まで運行する町バスは、重複するため廃止され、町バス彦山線は彦山駅 - 英彦山方面（豊前坊）間の運行となった。
- 道の駅歓遊舎ひこさん
- フォレストアドベンチャー・添田
- 福岡県道52号八女香春線
- 彦山川

## 隣の駅
九州旅客鉄道（JR九州）
■日田彦山線（休止中）
添田駅 - 歓遊舎ひこさん駅 - 豊前桝田駅
JR九州バス（・JR九州）
■日田彦山線BRT
野田駅 - 歓遊舎ひこさん駅 - 貴船橋駅